# Benton, Illinois
Benton là một thành phố thuộc quận Franklin, tiểu bang Illinois, Hoa Kỳ. Năm 2010, dân số của thành phố này là 7087 người.

## Dân số
Dân số qua các năm:
- Năm 2000: 6880 người.
- Năm 2010: 7087 người.